# Stadion Turystów Łódź
Stadion Turystów Łódź – stadion sportowy w Łodzi, istniejący od roku 1912 do lat 60. XX wieku, w pobliżu skrzyżowania ulic Wodnej i Nawrot. Swoje spotkania rozgrywali na nim piłkarze Klubu Turystów Łódź, Unionu-Touring Łódź oraz ŁTSG-u Łódź. 3 kwietnia 1927 roku na tym stadionie odbył się pierwszy w historii mecz piłkarskiej ligi polskiej.

## Historia

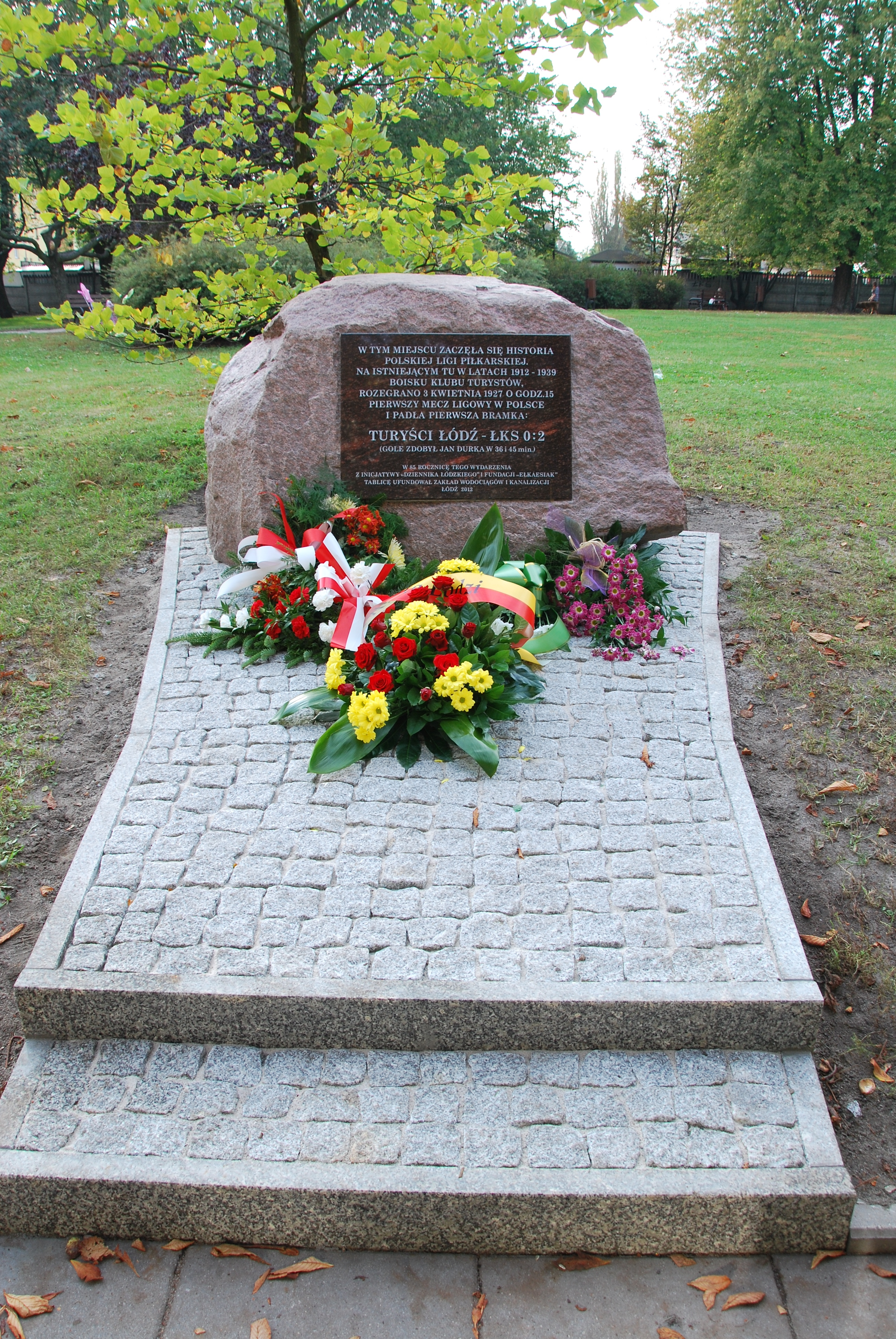
Pomnik upamiętniający pierwszy mecz ligowy na ziemiach polskich znajdujący się w miejscu stadionu

Stadion Klubu Turystów Łódź (wtedy pod nazwą Touring Club) przy ul. Wodnej został otwarty w 1912 roku. Początkowo na obiekcie rozgrywano mecze rozgrywek o mistrzostwo Łodzi. Podczas I wojny światowej działalność klubu została zawieszona. Po wojnie, w 1922 roku boisko zostało wyremontowane. 3 kwietnia 1927 roku na obiekcie przy ul. Wodnej miał miejsce pierwszy, historyczny mecz ligi polskiej w piłce nożnej (tego dnia odbyło się również pozostałe sześć spotkań pierwszej kolejki pierwszego sezonu ligowego, ale mecz w Łodzi rozpoczął się najwcześniej, o godzinie 15.00). Przed publiką zgromadzoną w ilości 4000 osób Klub Turystów Łódź przegrał w meczu derbowym z Łódzkim Klubem Sportowym 0:2, a autorem obydwu bramek (w 36. i 45. minucie) był Jan Durka. Pierwszy gol spotkania był jednocześnie pierwszą bramką zdobytą w historii polskiej ligi. Klub Turystów występował w I lidze do sezonu 1929, w którym spadł po zajęciu 13. miejsca. W 1932 roku drużyna ta połączyła się z Unionem Łódź, tworząc Union-Touring Łódź, który w niedokończonym sezonie 1939 ponownie występował w I lidze. Na obiekcie grali również piłkarze ŁTSG Łódź (klub ten jeszcze przed I wojną światową został właścicielem obiektu), którzy w sezonie 1930 również grali w I lidze. Po II wojnie światowej boisko istniało jeszcze do lat 60. XX wieku. 1 października 2012 roku na skwerze przy ul. Wodnej, gdzie w przeszłości znajdowało się boisko Klubu Turystów Łódź odsłoniono głaz wraz z okolicznościową tablicą informacyjną, upamiętniając w ten sposób dawny obiekt sportowy.